# Копы в глубоком запасе
«Копы в глубоком запасе» (англ. The Other Guys) — кинофильм, комедия режиссёра Адама Маккея. Премьера состоялась 6 августа 2010 года.

## Сюжет
Полицейские П. К. Хайсмит (Сэмюэл Л. Джексон) и Кристофер Дэнсон (Дуэйн «Скала» Джонсон) по праву считаются одними из лучших, ведь они раскрывают сложные дела, ловят авторитетных преступников. Но всё меняется, когда в результате несчастного случая оба погибают. На их место стремятся два полицейских из бухгалтерии — Аллен Гэмбл (Уилл Феррелл) и Терри Хойтц (Марк Уолберг). Гэмбл — обычный офисный клерк, довольный своей бумажной работой, однако Хойтц считает, что ему не повезло в жизни и его недооценили.
Неудачники и объекты шуток коллег получают шанс отличиться, хотя им даже не доверяют носить оружие и водить патрульную машину. Гэмбл и Хойтц охотятся за преступниками на скромной малолитражке Аллена. Они берутся за очень серьёзное и запутанное дело, связанное с кражей 32 миллиардов долларов и нечистым на руку олигархом Дэвидом Эршоном.

## В ролях
- Уилл Феррелл — детектив Аллен Гэмбл
- Марк Уолберг — детектив Терри Хойтц
- Ева Мендес — доктор Шейла Рамос Гэмбл
- Дуэйн Джонсон — детектив Кристофер Дэнсон
- Сэмюэл Л. Джексон — детектив Пи-Кей Хайсмит
- Майкл Китон — капитан Джин Маух
- Стив Куган — сэр Дэвид Эршон
- Рэй Стивенсон — Роджер Уэсли
- Роб Риггл — детектив Эван Мартин
- Дэймон Уайанс мл. — детектив Фоссе
- Бобби Каннавале — Джимми
- Энн Хеч — Памела Бордман
- Линдсей Слоун — Франсин
- Дерек Джитер — камео
- Трейси Морган — камео
- Брук Шилдс — камео
- Рози Перес — камео
- Майкл Делани — Боб Литлфорд
- Зак Вудс — Дуглас
- Натали Зиа — Кристинита
- Энди Бакли — адвокат Дон Биман

## Прокат
В Болгарии, Кении и Венесуэле фильм вышел в прокат 17 сентября 2010 года, в Новой Зеландии, России и Сингапуре — 30 сентября 2010 года, в Германии, Малайзии и Хорватии — 14 октября 2010 года.

## Критика
На агрегаторе рецензий Rotten Tomatoes фильм имеет рейтинг одобрения 78 % на основе 205 рецензий со средней оценкой 6,7/10. Консенсус критиков сайта гласит: «Умная пародия на экшн-комедии про приятелей-полицейских, „Копы в глубоком запасе“ обеспечивают несколько впечатляющих экшн-сюжетов и много смеха, благодаря уверенной комической химии между Уиллом Ферреллом и Марком Уолбергом». На Metacritic фильм получил средневзвешенный балл 64 из 100, основанный на данных 35 критиков, что означает «в целом благоприятные отзывы».